# Julia Roberts
Julia Fiona Roberts (Smyrna, 28 ottobre 1967) è un'attrice e produttrice cinematografica statunitense.
Il primo ruolo importante della Roberts è con il film drammatico Fiori d'acciaio (1989), per il quale si è aggiudicata il Golden Globe per la migliore attrice non protagonista e la sua prima candidatura all'Oscar nella medesima categoria. È diventata una star del cinema dopo la commedia romantica di successo Pretty Woman (1990), che le vale il Golden Globe per la migliore attrice in un film commedia o musicale e la seconda candidatura al Premio Oscar nella categoria migliore attrice protagonista. Nel 2001 ha ricevuto il plauso della critica per la sua interpretazione nel film biografico Erin Brockovich, per il quale ha vinto l'Oscar alla miglior attrice, il Golden Globe per la migliore attrice in un film drammatico, il BAFTA alla migliore attrice protagonista e lo Screen Actors Guild Award per la migliore attrice cinematografica.
I suoi film Mystic Pizza (1988), Pretty Woman (1990), A letto con il nemico (1991), Hook (1991), Il rapporto Pelican (1993), Il matrimonio del mio migliore amico (1997), Ipotesi di complotto (1997), Notting Hill (1999), Se scappi, ti sposo (1999), Ocean's Eleven (2001), Ocean's Twelve (2004), La guerra di Charlie Wilson (2007), Appuntamento con l'amore (2010), Mangia prega ama (2010), Biancaneve (2012), Wonder (2017) e Ben is Back (2018) hanno collettivamente portato incassi di oltre $ 2,6 miliardi, facendo di lei una delle attrici di maggior successo in termini di incassi. Nel 2013 ha ricevuto le lodi affiancando Meryl Streep nel film I segreti di Osage County, portandola alla sua quarta candidatura al Premio Oscar come miglior attrice non protagonista.
La Roberts è stata l'attrice più pagata al mondo per tutto il 1991 e la prima metà degli anni 2000. La sua quota per il 1990 di Pretty Woman è stata di $ 300.000. Nel 2003 è stata pagata 25 milioni di dollari per il suo ruolo in Mona Lisa Smile di Mike Newell (2003). Nel 2010 il patrimonio netto della Roberts è stato stimato a 140 milioni di dollari. È stata nominata dalla rivista People tra le "50 persone più belle del mondo" undici volte, insieme ad Halle Berry, e la più bella in assoluto ben cinque volte (1991, 2000, 2005, 2010 e 2017).

## Biografia

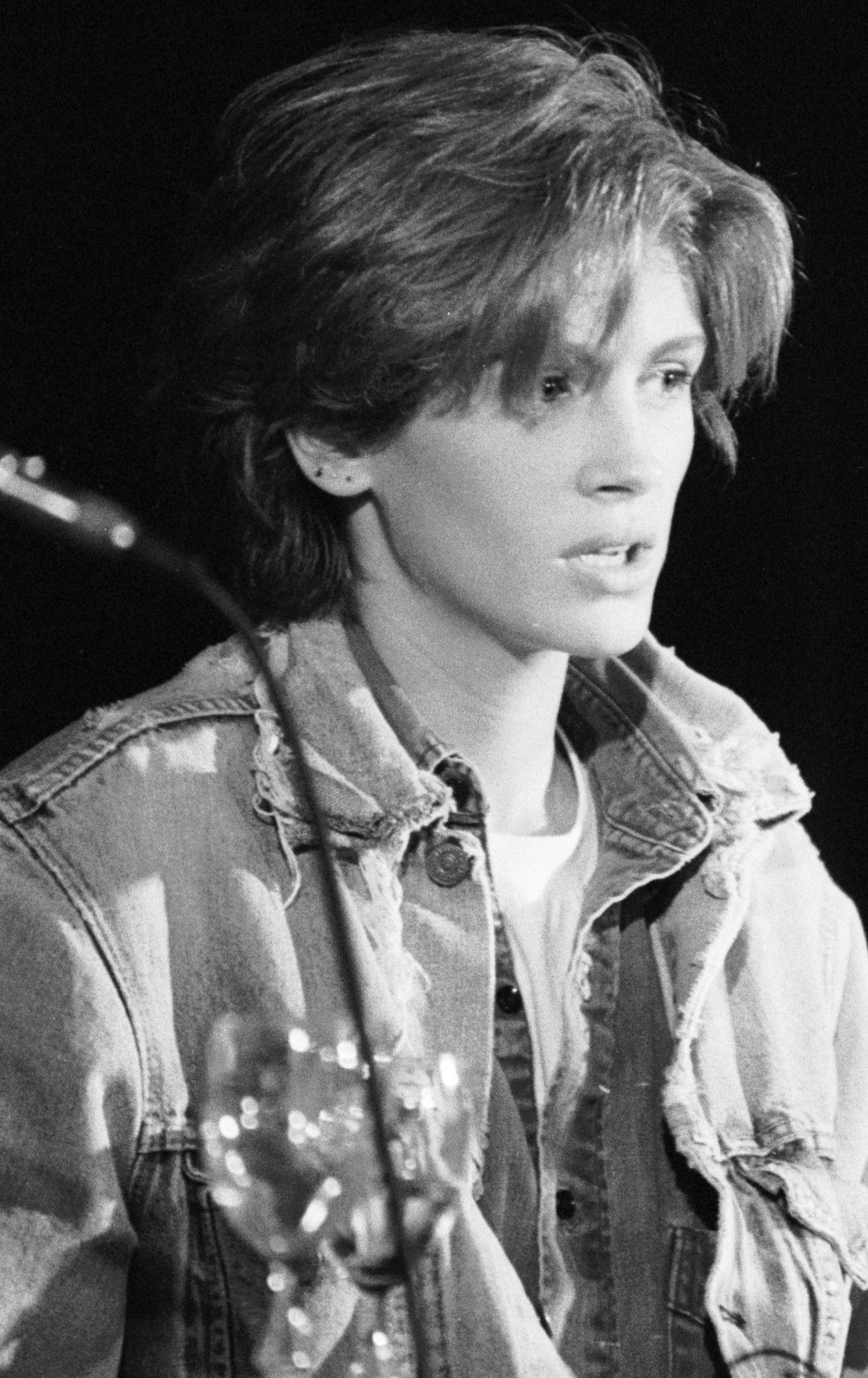
Julia Roberts al Festival del cinema americano di Deauville nel 1990

Julia Fiona Roberts è nata il 28 ottobre 1967 a Smyrna, Georgia, un sobborgo di Atlanta, da Betty Lou Bredemus (1934–2015) e Walter Grady Roberts (1933–1977). È di origini inglesi, scozzesi, irlandesi, gallesi, tedesche e svedesi. La Roberts ha ricevuto un'educazione cattolica. Sono attori anche suo fratello maggiore Eric Roberts (nato nel 1956), dal quale è stata allontanata per diversi anni fino al 2004, la sorella maggiore Lisa Roberts Gillan (nata nel 1965) e la nipote Emma Roberts. Aveva anche una sorellastra più giovane di nome Nancy Motes (1976-2014).
I genitori di Julia Roberts, drammaturghi e occasionalmente attori, si sono incontrati mentre si esibivano in produzioni teatrali per le forze armate. Successivamente hanno co-fondato l'Atlanta Actors and Writers Workshop ad Atlanta, al largo di Juniper Street a Midtown. Gestivano una scuola di recitazione per bambini a Decatur, in Georgia, mentre aspettavano Julia. I bambini di Coretta e Martin Luther King Jr. hanno frequentato la scuola; Walter Roberts ha servito come insegnante di recitazione per la loro figlia, Yolanda. Come ringraziamento per il suo servizio, la signora King ha pagato il conto dell'ospedale della signora Roberts quando è nata Julia.
I suoi genitori si sono sposati nel 1955. Sua madre ha chiesto il divorzio nel 1971; il divorzio fu definito all'inizio del 1972. Dal 1972, la Roberts visse a Smyrna, in Georgia, dove frequentò la Fitzhugh Lee Elementary School, la Griffin Middle School e la Campbell High School. Nel 1972 sua madre sposò Michael Motes, che era violento e spesso disoccupato; la Roberts lo disprezzava. Il matrimonio finì nel 1983, con Betty Lou che divorziava da Motes per motivi di crudeltà; aveva affermato che sposarlo era stato il più grande errore della sua vita. Il padre di Julia Roberts è morto di cancro quando lei aveva dieci anni.
Julia Roberts, da bambina, voleva diventare una veterinaria. Suonava anche il clarinetto nella banda della sua scuola. Dopo essersi diplomata alla Campbell High School di Smyrna, ha frequentato la Georgia State University, ma non si è laureata. Successivamente si è recata a New York City per intraprendere una carriera nella recitazione. Una volta lì, ha firmato con la Click Modeling Agency e si è iscritta a dei corsi di recitazione.

### Gli inizi
Inizia gli studi di giornalismo, ma in seguito all'esordio del fratello Eric come attore a Hollywood, decide di seguirlo nella carriera cinematografica e si trasferisce a New York.
Julia Roberts partecipa ai casting della soap opera Santa Barbara nel 1986 tra le tante aspiranti al ruolo di Hayley Benson, la nipote di Gina, ma fu scartata e le fu preferita Stacey Edwards. 
Nel 1987 debutta nella serie TV Crime Story e appare per la prima volta al cinema nella commedia demenziale Scuola di pompieri.
Nel 1988 partecipa ad una puntata della famosa serie TV Miami Vice e recita nei film Femmine sfrenate e Mystic Pizza nel ruolo di Daisy Arujo, una giovane cameriera alla ricerca del "vero amore", il primo ad avere un certo successo.
Nel 1989 recita nel film drammatico Fiori d'acciaio, nei panni di Shelby, una donna desiderosa di avere figli nonostante una grave forma di diabete, questa interpretazione le procura il primo Golden Globe e la nomination all'Oscar come miglior attrice non protagonista. La notorietà arriva nel 1990 grazie al successo del film Pretty Woman, in cui è protagonista con Richard Gere nel ruolo della prostituta Vivian Ward, che le fa meritare il suo secondo Golden Globe come miglior attrice in un film commedia e la sua seconda nomination all'Oscar come protagonista oltre ad altri premi e nomination. Dopo il 1991, si prende una pausa di due anni dal lavoro, eccezion fatta per un cameo nel film di Robert Altman I protagonisti. All'inizio del 1993 è protagonista di una copertina della rivista People che si domanda Cosa è successo a Julia Roberts?.

### Gli anni novanta

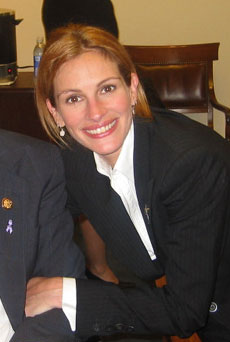
Julia Roberts nel 2002

Dal 1991 al 1997 prende parte a numerosi film e recita la parte di Laura Burney, una donna in fuga dal marito violento in A letto con il nemico, mentre è la celebre fatina Campanellino nel film Hook - Capitan Uncino, a fianco di Robin Williams e Dustin Hoffman, diretto da Steven Spielberg. Ritorna protagonista, successivamente, con il ruolo di Grace King Bichon, la moglie che scopre il tradimento del marito in Qualcosa di cui... sparlare, e incarna la dolce e innamorata Hilary O'Neil in Scelta d'amore. Successivamente è Darby Shaw, studentessa di legge con una sua teoria sulla morte dei Presidenti della Corte suprema degli Stati Uniti d'America ne Il rapporto Pelican a fianco di Denzel Washington. Interpreta poi, Mary Reilly, la servizievole domestica del Dottor Jekyll nel thriller Mary Reilly con John Malkovich, viene vista, inoltre, corteggiata da Woody Allen alias Joe in Tutti dicono I Love You dove veste i panni della bella Von ed è Alice, la complice di Jerry Fletcher in Ipotesi di complotto con Mel Gibson.
Nel 1997 decide di tornare alla commedia, ed è la protagonista de Il matrimonio del mio migliore amico nei panni di Julianne Potter, una donna che vuole impedire il matrimonio del suo miglior amico Michael con un'altra donna. Questa interpretazione le varrà diverse candidature, tra cui la sua terza al Golden Globe come miglior attrice in un film commedia. Veste poi i panni di Anna Scott, una famosa attrice che si innamora di William Thacker in Notting Hill a fianco di Hugh Grant, ruolo che di nuovo le fa ottenere varie candidature, tra cui la sua quarta candidatura al Golden Globe sempre come miglior attrice in un film commedia e successivamente prende parte al film (considerato sequel di Pretty Woman) Se scappi, ti sposo, dove interpreta Maggie Carpenter, una donna che abbandona sull'altare i suoi fidanzati (nel film si riunisce la triade Roberts-Gere-Marshall). Entrambi i film sono del 1999.
Nel 1998 esordisce come producer per la sua casa di produzione, la Shoelace Productions, insieme all'amica Susan Sarandon, per il film melo-drammatico Nemiche amiche di Chris Columbus dove è Isabel Kelly, rivale dell'ex-moglie del marito. La Shoelace Productions dopo il matrimonio con Dan Moder diventa Red Om.

### Il successo e il Premio Oscar

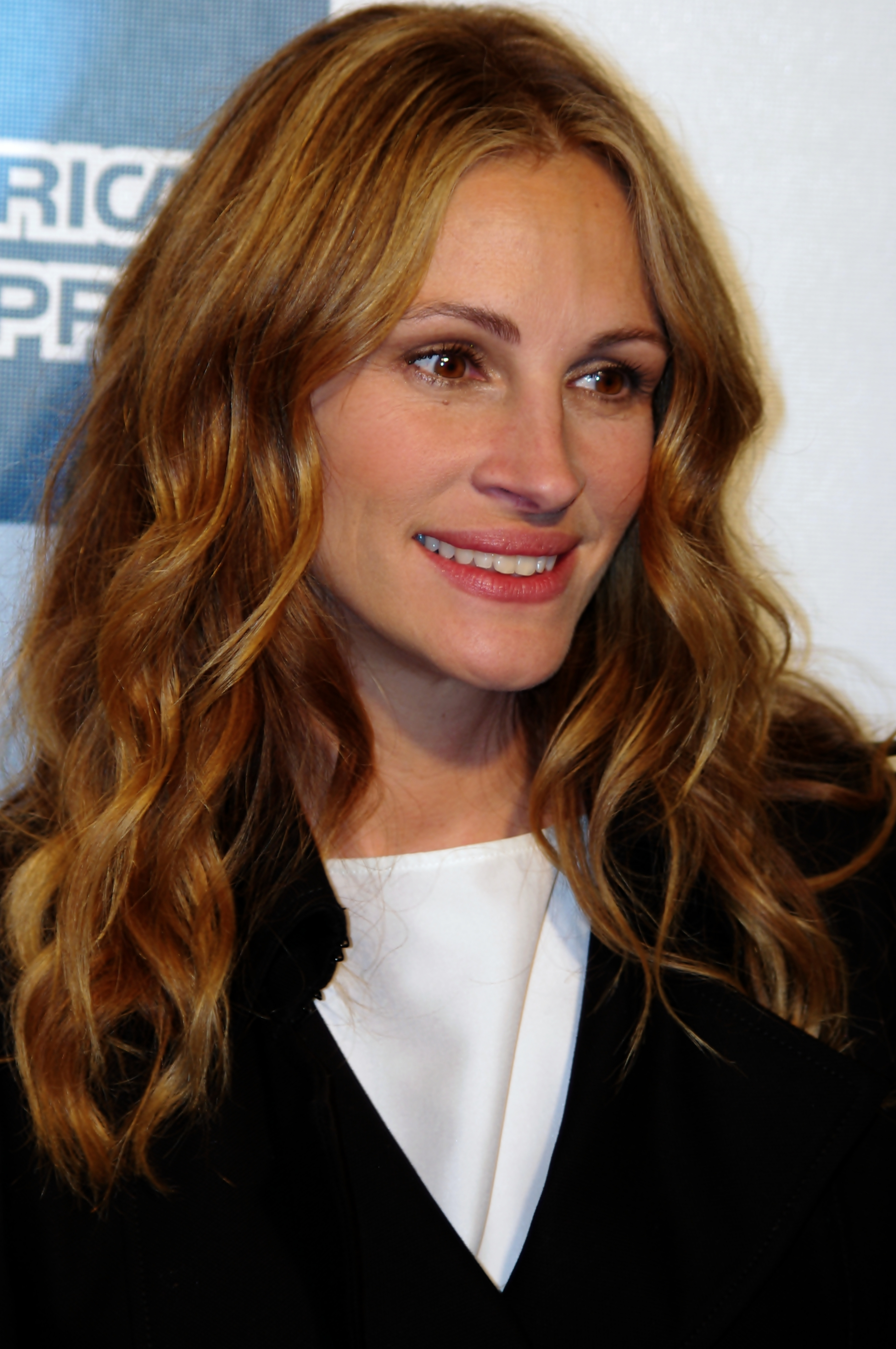
Julia Roberts al Tribeca Film Festival nel 2011

Nel 1999 accetta il ruolo di protagonista nel film Erin Brockovich - Forte come la verità di Steven Soderbergh, basato su una storia vera, dove interpreta la parte dell'attivista statunitense alle prese con una battaglia legale contro la Pacific Gas and Electric Company, società responsabile della contaminazione delle falde acquifere di una cittadina californiana, causa dei tumori della popolazione. Per questa parte, Julia Roberts guadagna molti riconoscimenti tra cui lo SAG Award, il BAFTA, il Golden Globe (per un film drammatico) e l'Oscar alla miglior attrice nel 2001, diventando in tal modo la prima donna in assoluto a vincere contemporaneamente tutti e quattro i più prestigiosi premi che un attore può ricevere con un solo film. Grazie alla sua interpretazione in Erin Brockovich, entra a fare parte (nel 2003) della lista AFI's 100 Years... 100 Heroes and Villains, dove compare al 31º posto tra i cinquanta eroi del cinema americano. Rimase inoltre un'icona famosa l'abito bianco e nero di Valentino da lei indossato alla cerimonia di premiazione degli Oscar. Nello stesso anno gira The Mexican - Amore senza la sicura in co-starring con Brad Pitt, e durante le riprese conosce il futuro marito Dan Moder.

### 2003 - 2009
Negli anni seguenti appare in piccoli ruoli di contorno, accettati per sola amicizia, quali Ocean's Eleven, Full Frontal e Confessioni di una mente pericolosa, ritorna solo nel 2003 in un ruolo da protagonista in Mona Lisa Smile, un "attimo fuggente" al femminile dove veste i panni dell'insegnante di storia dell'arte, Katherine Ann Watson. Nel 2004 gira Closer assieme a Natalie Portman, Jude Law e Clive Owen nel quale è la bella fotografa Anna, obiettivo amoroso di Dan e diretta da Mike Nichols, mentre riappare come Tess Ocean in Ocean's Twelve. Dopo tre anni di pausa dal grande schermo, in cui, oltre a doppiare film d'animazione ed essere stata protagonista del video della canzone Dreamgirl della Dave Matthews Band di cui era da tempo fan, ha esordito a Broadway con il dramma Three days of rain, torna al cinema nel 2007 con La guerra di Charlie Wilson, insieme a Tom Hanks. La sua parte, questa volta, sarà quella di Joanne Herring che le permetterà di ricevere la sua sesta candidatura al Golden Globe seppur nella categoria miglior attrice non protagonista. Sempre nello stesso anno la Roberts otterrà anche la vittoria del premio American Cinematheque Award per il suo contributo alle arti.
Nel 2009 recita al fianco di Clive Owen in Duplicity di Tony Gilroy, in cui entrambi interpretano ex agenti segreti che si prestano allo spionaggio industriale, e per la sua interpretazione di Claire Stenwick riceverà la settima candidatura al Golden Globe come miglior attrice in un film commedia.

### 2010-2019

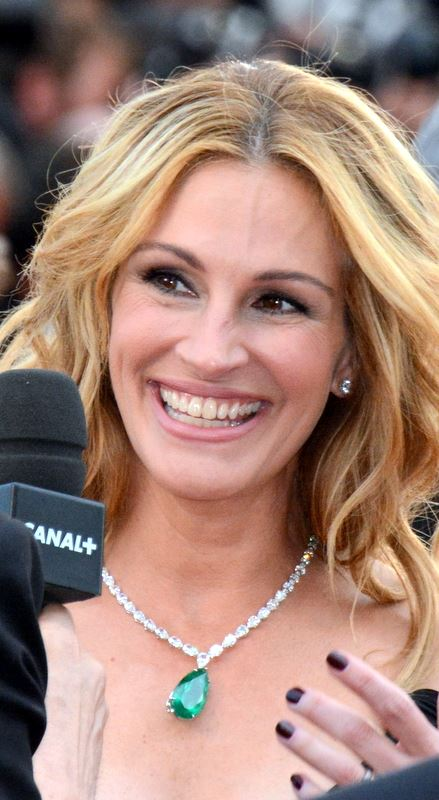
Julia Roberts al Festival di Cannes nel 2016

Nel 2010 è stata testimonial al fianco di Paolo Bonolis e Luca Laurenti del caffè Lavazza dove interpreta la venere di Botticelli, secondo diversi siti americani ha incassato 1,5 milioni di dollari per 45 secondi di spot. Ha interpretato Elizabeth Gilbert nel film Mangia prega ama. Nel 2011 recita nel film L'amore all'improvviso - Larry Crowne di Tom Hanks nel ruolo di Mercedes Tainot, un'insegnante del corso di Linguistica di cui il protagonista Larry Crowne è innamorato. Nel 2012 interpreta la strega cattiva in una nuova versione di "Biancaneve", di Tarsem Singh. 
Dopo essere stata testimonial di una linea di cosmetici della Lancôme, è tornata ad essere testimonial ufficiale della marca per un profumo, "La vie est belle".
Nel dicembre 2013 è protagonista, accanto a Meryl Streep e diretta da John Wells, del film drammatico I segreti di Osage County , dove veste i panni di Barbara Weston, una figlia in contrasto con la madre da anni. L'interpretazione le fa ottenere Premi e nomination tra cui anche una nuova candidatura all'Oscar come miglior attrice non protagonista e l'ottava ai Golden Globe come miglior attrice non protagonista. Sempre nel 2013 è la Dr. Emma Brookner, una ricercatrice che studia una malattia che si contagia tramite i rapporti sessuali dei gay nel film TV The Normal Heart, interpretazione che le fa ottenere alcuni riconoscimenti tra cui la candidatura al Premio Emmy come miglior attrice non protagonista in una miniserie o film.
Dal 2014 al 2018 appare in diversi spot per il marchio Calzedonia di cui è diventata testimonial. L'anno successivo entra a far parte del cast di Il segreto dei suoi occhi, nel ruolo di Jess, affiancando Nicole Kidman e Chiwetel Ejiofor. Il film è il remake dell'omonimo capolavoro premiato come Miglior film straniero agli Oscar 2010.
Nel 2016 è protagonista, accanto a George Clooney, del film Money Monster - L'altra faccia del denaro diretto da Jodie Foster. La pellicola, presentata fuori concorso al Festival di Cannes, racconta la storia di un conduttore televisivo e la sua produttrice sequestrati durante la loro trasmissione da un uomo infuriato per aver perso i suoi risparmi, a causa di un investimento suggerito dal programma. Nel 2017 viene inserita dalla rivista Forbes all'ottavo posto fra le attrici più pagate, con un guadagno di 12 milioni di dollari, ex aequo con la collega Cate Blanchett. Nel 2018 la Roberts è protagonista, accanto al giovane Lucas Hedges, nel film Ben is Back, dove il suo ruolo è quello di una madre che cerca di salvare il figlio dall'inferno della droga. Nello stesso anno interpreta Heidi Bergman nella serie televisiva, prodotta da Amazon, Homecoming, per la quale riceve una nomination ai Golden Globe 2019 come migliore attrice protagonista in una serie drammatica. Nel febbraio 2019 è nuovamente ospite del programma C'è posta per te, condotto da Maria De Filippi.

### Dal 2020
Dal 2020 al 2021 la Roberts ha recitato nuovamente con George Clooney per la commedia romantica Ticket to Paradise, distribuita dalla Universal Pictures il 21 ottobre 2022. Ha inoltre interpretato Martha Mitchell, nella serie televisiva thriller politica Gaslit. Roberts ha anche interpretato Amanda Sandford nel film 2023 Leave the World Behind, accanto a Ethan Hawke e Mahershala Ali, adattamento dell'omonimo romanzo di Rumaan Alam.

## Vita privata

### Relazioni e matrimoni
È stata fidanzata con gli attori Dylan McDermott (conosciuto sul set di Fiori d'acciaio), Kiefer Sutherland (relazione interrotta 3 giorni prima del matrimonio nel 1991), Jason Patric e Matthew Perry (nel 1996). Nel 1993 ha sposato il cantante country Lyle Lovett; i due si sono separati pochi mesi dopo e hanno divorziato nel 1995. Nel 2001 ha interrotto una relazione di 4 anni con l'attore Benjamin Bratt e il 4 luglio 2002 si è sposata in seconde nozze con il cameraman Daniel Moder, suo attuale marito. La coppia ha avuto tre figli, i gemelli dizigoti Hazel Patricia e Phinnaeus Walter, nati il 28 novembre 2004 , e Henry, nato il 18 giugno 2007.
Nel febbraio 2014 la sorellastra Nancy è deceduta, probabilmente uccisa da una overdose di farmaci.

### Credo religioso
In un'intervista del 2010 per la rivista Elle, la Roberts ha dichiarato che crede e pratica l'induismo. Julia Roberts è una seguace del guru Neem Karoli Baba (Maharaj-ji), una foto del quale l'ha spinta alla conoscenza di tale religione.
Nel settembre 2009, sul set del film Eat Pray Love, la Roberts ha dato ai propri figli nuovi nomi in onore di divinità indù: Laxmi a Hazel, Ganesh a Phinnaeus e Krishna Balram a Henry.

### Filantropia
Julia Roberts ha donato tempo e risorse all'UNICEF e ad altre organizzazioni di beneficenza. Nel 2000 ha prestato la voce da narratrice per Silent Angels, un documentario sulla sindrome di Rett. Nel luglio 2006 Earth Biofuels ha nominato la Roberts sia come portavoce dell'azienda che come Presidente del Comitato Consultivo della Azienda stessa. In quest'ultima veste ha promosso l'uso dei carburanti rinnovabili.

## Filmografia

### Attrice

#### Cinema
- Scuola di pompieri (Firehouse), regia di J. Christian Ingvordsen (1987)
- Femmine sfrenate (Satisfaction), regia di Joan Freeman (1988)
- Mystic Pizza, regia di Donald Petrie (1988)
- Legami di sangue (Blood Red), regia di Peter Masterson (1989)
- Fiori d'acciaio (Steel Magnolias), regia di Herbert Ross (1989)
- Pretty Woman, regia di Garry Marshall (1990)
- Linea mortale (Flatliners), regia di Joel Schumacher (1990)
- A letto con il nemico (Sleeping with the Enemy), regia di Joseph Ruben (1991)
- Scelta d'amore - La storia di Hilary e Victor (Dying Young), regia di Joel Schumacher (1991)
- Hook - Capitan Uncino (Hook), regia di Steven Spielberg (1991)
- I protagonisti (The Players), regia di Robert Altman (1992) - cameo non accreditato
- Il rapporto Pelican (The Pelican Brief), regia di Alan J. Pakula (1993)
- Inviati molto speciali (I Love Trouble), regia Charles Shyer (1994)
- Prêt-à-Porter, regia di Robert Altman (1994)
- Qualcosa di cui... sparlare (Something to Talk About), regia di Lasse Hallström (1995)
- Mary Reilly, regia di Stephen Frears (1996)
- Michael Collins, regia di Neil Jordan (1996)
- Tutti dicono I Love You (Everyone Says I Love You), regia di Woody Allen (1996)
- Il matrimonio del mio migliore amico (My Best Friend's Wedding), regia di P. J. Hogan (1997)
- Ipotesi di complotto (Conspiracy Theory), regia di Richard Donner (1997)
- Nemiche amiche (Stepmom), regia di Chris Columbus (1998)
- Notting Hill, regia di Roger Michell (1999)
- Se scappi, ti sposo (Runaway Bride), regia di Garry Marshall (1999)
- Erin Brockovich - Forte come la verità (Erin Brockovich), regia di Steven Soderbergh (2000)
- The Mexican - Amore senza la sicura (The Mexican), regia di Gore Verbinski (2001)
- I perfetti innamorati (America's Sweethearts), regia di Joe Roth (2001)
- Ocean's Eleven - Fate il vostro gioco (Ocean's Eleven), regia di Steven Soderbergh (2001)
- Grand Champion, regia di Barry Tubb (2002) - cameo
- Confessioni di una mente pericolosa (Confessions of a Dangerous Mind), regia di George Clooney (2002)
- Full Frontal, regia di Steven Soderbergh (2002)
- Mona Lisa Smile, regia di Mike Newell (2003)
- Closer, regia di Mike Nichols (2004)
- Ocean's Twelve, regia di Steven Soderbergh (2004)
- La guerra di Charlie Wilson (Charlie Wilson's War) regia di Mike Nichols (2007)
- Un segreto tra di noi (Fireflies In The Garden), regia di Dennis Lee (2008)
- Duplicity, regia di Tony Gilroy (2009)
- Appuntamento con l'amore (Valentine's Day), regia di Garry Marshall (2010)
- Mangia prega ama (Eat Pray Love), regia di Ryan Murphy (2010)
- L'amore all'improvviso - Larry Crowne (Larry Crowne), regia di Tom Hanks (2011)
- Biancaneve (Mirror Mirror), regia di Tarsem Singh (2012)
- I segreti di Osage County (August: Osage County), regia di John Wells (2013)
- Il segreto dei suoi occhi (Secret in Their Eyes), regia di Billy Ray (2015)
- Money Monster - L'altra faccia del denaro (Money Monster), regia di Jodie Foster (2016)
- Mother's Day, regia di Garry Marshall (2016)
- Wonder, regia di Stephen Chbosky (2017)
- Ben is Back, regia di Peter Hedges (2018)
- Ticket to Paradise, regia di Ol Parker (2022)
- Il mondo dietro di te (Leave the World Behind), regia di Sam Esmail (2023)
- After the Hunt - Dopo la caccia (After the Hunt), regia di Luca Guadagnino (2025)

#### Televisione
- Crime Story – serie TV, episodio 1x19 (1987)
- Miami Vice – serie TV, episodio 4x22 (1988)
- Baja Oklahoma, regia di Bobby Roth – film TV (1988)
- Friends – serie TV, episodio 2x13 (1996)
- Law & Order - I due volti della giustizia – serie TV, episodio 9x20 (1999)
- Corruption empire, regia di Matt Penn – film TV (2002)
- Mariusza – serie TV, episodio 2x17 (2008)
- The Normal Heart, regia di Ryan Murphy – film TV (2014)
- Homecoming – serie TV, 10 episodi (2018)
- Gaslit – miniserie TV, 8 episodi (2022)

### Doppiatrice
- Ant Bully - Una vita da formica (The Ant Bully) (2006)
- La tela di Carlotta (Charlotte's Web) (2006)
- Amore e matrimoni (Love, Wedding, Marriage) (2011)
- I Puffi - Viaggio nella foresta segreta (Smurfs - The Lost village) (2017)

### Produttrice
- Il mondo dietro di te (Leave the World Behind), regia di Sam Esmail (2023)

## Teatro
- Tre giorni di pioggia di Richard Greenberg, regia di Joe Mantello, con Bradley Cooper. Bernard B. Jacobs Theatre di Broadway (2006)

## Riconoscimenti
- Premio Oscar
  - 1990 – Candidatura alla migliore attrice non protagonista per Fiori d'acciaio
  - 1991 – Candidatura alla migliore attrice per Pretty Woman
  - 2001 – Migliore attrice per Erin Brockovich - Forte come la verità
  - 2014 – Candidatura alla migliore attrice non protagonista per I segreti di Osage County
- Golden Globe
  - 1990 – Migliore attrice non protagonista per Fiori d'acciaio
  - 1991 – Migliore attrice in un film commedia o musicale per Pretty Woman
  - 1998 – Candidatura alla migliore attrice in un film commedia o musicale per Il matrimonio del mio migliore amico
  - 2000 – Candidatura per la migliore attrice in un film commedia o musicale per Notting Hill
  - 2001 – Migliore attrice in un film drammatico per Erin Brockovich - Forte come la verità
  - 2008 – Candidatura alla migliore attrice non protagonista per La guerra di Charlie Wilson
  - 2010 – Candidatura alla migliore attrice in un film commedia o musicale per Duplicity
  - 2014 – Candidatura alla migliore attrice non protagonista per I segreti di Osage County
  - 2019 – Candidatura alla migliore attrice in una serie drammatica per Homecoming
  - 2023 – Candidatura per la migliore attrice in una miniserie o film televisivo per Gaslit
- BAFTA
  - 1991 – Candidatura alla migliore attrice per Pretty Woman
  - 2001 – Migliore attrice per Erin Brockovich – Forte come la verità
  - 2014 – Candidatura alla migliore attrice non protagonista per I segreti di Osage County
- Premio Emmy
  - 1999 – Candidatura alla migliore attrice ospite in una serie drammatica per Law & Order - I due volti della giustizia
  - 2014 – Candidatura alla migliore attrice non protagonista in una serie, miniserie o film televisivo per The Normal Heart

## Doppiatrici italiane
Nelle versioni in italiano delle opere in cui ha recitato, Julia Roberts è stata doppiata da:
- Cristina Boraschi in Fiori d'acciaio, Pretty Woman, Linea mortale (entrambi i doppiaggi), Law & Order - I due volti della giustizia, Hook - Capitan Uncino, Il rapporto Pelican, Friends, Qualcosa di cui... sparlare, Mary Reilly, Michael Collins, Il matrimonio del mio migliore amico, Ipotesi di complotto, Nemiche amiche, Se scappi, ti sposo, Erin Brockovich - Forte come la verità, The Mexican - Amore senza la sicura, I perfetti innamorati, Ocean's Eleven - Fate il vostro gioco, Confessioni di una mente pericolosa, Full Frontal, Closer, Ocean's Twelve, La guerra di Charlie Wilson, Un segreto tra di noi, Appuntamento con l'amore, Mangia prega ama, L'amore all'improvviso - Larry Crowne, Biancaneve, I segreti di Osage County, The Normal Heart, Il segreto dei suoi occhi, Money Monster - L'altra faccia del denaro, Mother's Day, Wonder, Ben is Back, Homecoming, Ticket to Paradise, Gaslit, Il mondo dietro di te
- Laura Boccanera in A letto con il nemico, Scelta d'amore - La storia di Hilary e Victor, I protagonisti, Inviati molto speciali, Prêt-à-Porter, Notting Hill, Mona Lisa Smile
- Paola Valentini in Femmine sfrenate, Grand Champion
- Melina Martello in Miami Vice
- Silvia Pepitoni in Mystic Pizza
- Cristiana Lionello in Tutti dicono I Love You
- Roberta Pellini in Duplicity

Da doppiatrice è sostituita da:
- Giò Giò Rapattoni in Ant Bully - Una vita da formica
- Chiara Colizzi in La tela di Carlotta
- Cristina D'Avena in I Puffi - Viaggio nella foresta segreta